# 62-es busz (Pécs)
A pécsi 62-es jelzésű autóbusz a Kertváros és a rózsadombi lakótelep kapcsolatát látja el. A járat menetideje 7 perc.
2013-as nyári menetrend bevezetésével együtt megszűnt, a 72-es busz váltotta fel, egész napos közvetlen eljutást biztosítva a Belvárosba. 2013-as őszi menetrend óta azonban újra szerepel.

## Története
Az 1986-ban, a kertvárosi panelprogram 7. ütemeként átadott rózsadombi városrész ellátására indították a 62-es járatot a Nevelési Központtól, a közúthálózat fejlődésével párhuzamosan előbb az Illyés Gyula utcába, majd 1987-től a Pataki István utcába – mely a rendszerváltáskor kapta a Fagyöngy utca nevet. 2006. szeptember 1-jétől a járat végállomása megváltozott, az összevont kertvárosi végállomásra került, amely a Sztárai Mihály úton található.

## Útvonala
| Kertváros → Fagyöngy utca                                                                | Fagyöngy utca → Kertváros                                                                |
| ---------------------------------------------------------------------------------------- | ---------------------------------------------------------------------------------------- |
| Kertváros vá. – Sztárai Mihály út – Nagy Imre út – Illyés Gyula utca – Fagyöngy utca vá. | Fagyöngy utca vá. – Illyés Gyula utca – Nagy Imre út – Sztárai Mihály út – Kertváros vá. |

## Megállóhelyei
| 62 (Kertváros – Fagyöngy utca) |                          |          | |                                      |
| Perc (↓)                       | Megállóhely              | Perc (↑) | Megállóhelyet érintő járatok                                                                                     | Létesítmények                        |
| 0                              | Kertváros végállomás     | 7        | 3, 3E, 6, 6E, 22, 23, 23Y, 24, 55, 61, 62, 103, 121, 130, 130A · Helyközi autóbuszok                             | Autóbusz-állomás, FEMA               |
| 2                              | Csontváry utca           | 5        | 1, 3, 3E, 6, 6E, 7, 7Y, 22, 23, 23Y, 24, 55, 60, 60A, 60Y, 61, 62, 73, 73Y, 103, 107E, 109E, 121, 130, 130A, 142 | Apáczai Csere János Nevelési Központ |
| 3                              | Tildy Zoltán utca        | 4        | 1, 8, 22, 23, 23Y, 24, 33, 62, 73, 73Y, 109E, 142                                                                |                                      |
| 5                              | Gadó utca                | 3        | 1, 8, 22, 23, 23Y, 24, 33, 62, 73, 73Y, 109E, 142                                                                |                                      |
| 6                              | Málom-hegyi út           | 2        | 1, 8, 22, 23, 23Y, 24, 33, 62, 73, 73Y, 109E, 142                                                                | Illyés Gyula Általános Iskola        |
| 7                              | Csipke utca              | 1        | 1, 8, 22, 23, 23Y, 24, 33, 62, 73, 73Y, 109E, 142                                                                |                                      |
| 8                              | Fagyöngy utca végállomás | 0        | 1, 8, 22, 23, 23Y, 24, 33, 51, 52, 62, 73, 73Y, 109E, 142                                                        |                                      |